# ۵۱۷ (میلادی)
۵۱۷ (میلادی) پانصد  و هفدهمین سال تقویم میلادی است.

## درگذشتگان
‎